# SOFIM
Lo Stabilimento FPT di Foggia è un sito produttivo situato a Borgo Incoronata, nel comune di Foggia ed è oggi il più grande stabilimento di motori di Fiat Powertrain Technologies che copre un'area di circa 540000 metri quadrati. Fa parte di Iveco Group.

## Storia
Lo stabilimento nasce come Sofim (Società franco-italiana di motori): un'impresa di motori diesel fondata in joint venture da Fiat, Saviem (Renault) e Alfa Romeo il 13 settembre 1974 e acquistata da Iveco nel 1981.
Nel 1977 Sofim presentò la gamma di motori diesel 8140: un 2.0 litri (1995 cc) quattro cilindri da 65 CV (48 kW) e un 2.4 litri (2445 cc) quattro cilindri da 72 CV (53 kW). Questi motori sono stati utilizzati nel veicolo commerciale leggero Saviem SG2, OM Grinta e nel Fiat Daily (Iveco Daily). Questi motori furono utilizzati anche nei modelli Fiat 131 e 132.
Anche i Fiat Ducato III ed Iveco Daily utilizzano il motore Sofim da 2.3 litri che eroga 96-116 CV (71-85 kW) e 3.0 litri da 120-166 CV (88-122 kW). Iveco fornisce anche motori per Fuso, la filiale asiatica di Daimler AG, un 3.0 litri per i suoi veicoli leggeri. I motori destinati ai veicoli Fiat Professional sono dotati di tecnologia Multijet.
Durante gli anni venti del ventunesimo secolo lo stabilimento vede importanti cambiamenti. Con l'omologazione Euro 7, il gruppo Stellantis decide di trasferire nel proprio stabilimento di Pratola Serra la produzione dei motori destinati alla famiglia Ducato prodotta nello Stabilimento di Val Di Sangro. Questa decisione libera molto spazio nello stabilimento foggiano, nel 2018 l'azienda torinese decide di trasferire il motore F5 destinato a motori agricoli a Foggia investendo nuovamente nel sito produttivo Foggiano. Inoltre apre un nuovo capannone questo nuovo spazio viene quindi destinato alla produzione di bus elettrici.
Il 18 aprile 2023 viene inaugurata la nuova area nello stabilimento di Foggia per l’assemblaggio di pullman e bus. L’investimento per l’allestimento della linea di produzione ammonta a circa 40 milioni di euro e beneficia dei fondi messi a disposizione dal PNRR. Lo stabilimento ha una capacità a regime di 1000 bus all’anno. I primi modelli ad essere assemblati e finiti saranno i bus E-Way e Crossway.